# Ла-Жункера
Ла-Хункера (кат. La Jonquera) - муніципалітет, розташований в Автономній області Каталонія, в Іспанії. Знаходиться у районі (кумарці) Ал Ампурда провінції Жерона, згідно з новою адміністративною реформою перебуватиме у складі Баґарії Жерона.

## Населення
Населення міста (у 2007 р.) становить 3.075 осіб (з них менше 14 років - 13,6%, від 15 до 64 - 73,9%, понад 65 років - 12,5%). У 2006 р. народжуваність склала 32 особи, смертність - 19 осіб, зареєстровано 9 шлюбів. У 2001 р. активне населення становило 1.504 особи, з них безробітних - 69 осіб. Серед осіб, які проживали на території міста у 2001 р., 1.483 народилися в Каталонії (з них 1.240 осіб у тому самому районі, або кумарці), 756 осіб приїхало з інших областей Іспанії, а 397 осіб приїхало з-за кордону. Університетську освіту має 5,2% усього населення. У 2001 р. нараховувалося 926 домогосподарств (з них 22,2% складалися з однієї особи, 22,7% з двох осіб,22,4% з 3 осіб, 22,8% з 4 осіб, 5,5% з 5 осіб, 2,1% з 6 осіб, 1,6% з 7 осіб, 0,3% з 8 осіб і 0,4% з 9 і більше осіб). Активне населення міста у 2001 р. працювало у таких сферах діяльності : у сільському господарстві - 1,9%, у промисловості - 4,4%, на будівництві - 7% і у сфері обслуговування - 86,8%. У муніципалітеті або у власному районі (кумарці) працює 2.003 особи, поза районом - 260 осіб.

### Безробіття
У 2007 р. нараховувалося 96 безробітних (у 2006 р. - 88 безробітних), з них чоловіки становили 54,2%, а жінки - 45,8%.

## Економіка

### Підприємства міста

#### Промислові підприємства
| \| Промислові підприємства міста, за сферою діяльності \| Промислові підприємства міста, за сферою діяльності \| Промислові підприємства міста, за сферою діяльності \| \| Рік \| 2002 р. \| 2001 р. \| \| --------------------------------------------------- \| --------------------------------------------------- \| --------------------------------------------------- \| \| Енергетичні та водні ресурси \| 6,2% \| 0% \| \| Хімія та метали \| 12,5% \| 13,3% \| \| Переробка металів \| 18,8% \| 26,7% \| \| Продукти харчування \| 12,5% \| 13,3% \| \| Текстиль \| 12,5% \| 13,3% \| \| Виробництво меблів, видання \| 37,5% \| 26,7% \| \| Інше \| 0% \| 6,7% \| \| Усього підприємств \| 16 \| 15 \| |         |         |
| Промислові підприємства міста, за сферою діяльності |         |         |
| Рік | 2002 р. | 2001 р. |
| Енергетичні та водні ресурси | 6,2%    | 0%      |
| Хімія та метали | 12,5%   | 13,3%   |
| Переробка металів | 18,8%   | 26,7%   |
| Продукти харчування | 12,5%   | 13,3%   |
| Текстиль | 12,5%   | 13,3%   |
| Виробництво меблів, видання | 37,5%   | 26,7%   |
| Інше | 0%      | 6,7%    |
| Усього підприємств | 16      | 15      |

#### Роздрібна торгівля
| \| Підприємства роздрібної торгівлі міста, за сферою діяльності \| Підприємства роздрібної торгівлі міста, за сферою діяльності \| Підприємства роздрібної торгівлі міста, за сферою діяльності \| \| Рік \| 2002 р. \| 2001 р. \| \| ------------------------------------------------------------ \| ------------------------------------------------------------ \| ------------------------------------------------------------ \| \| Продукти харчування \| 27% \| 28,5% \| \| Одяг та взуття \| 22,4% \| 20,1% \| \| Товари для дому \| 10,2% \| 12,8% \| \| Книги та періодичні видання \| 2,6% \| 2,8% \| \| Промислова хімічна продукція \| 13,8% \| 13,4% \| \| Продукція, пов'язана з транспортними засобами \| 3,1% \| 2,2% \| \| Інше \| 20,9% \| 20,1% \| \| Усього підприємств \| 196 \| 179 \| |         |         |
| Підприємства роздрібної торгівлі міста, за сферою діяльності |         |         |
| Рік | 2002 р. | 2001 р. |
| Продукти харчування | 27%     | 28,5%   |
| Одяг та взуття | 22,4%   | 20,1%   |
| Товари для дому | 10,2%   | 12,8%   |
| Книги та періодичні видання | 2,6%    | 2,8%    |
| Промислова хімічна продукція | 13,8%   | 13,4%   |
| Продукція, пов'язана з транспортними засобами | 3,1%    | 2,2%    |
| Інше | 20,9%   | 20,1%   |
| Усього підприємств | 196     | 179     |

#### Сфера послуг
| \| Підприємства міста, що працюють у сфері послуг, за діяльністю \| Підприємства міста, що працюють у сфері послуг, за діяльністю \| Підприємства міста, що працюють у сфері послуг, за діяльністю \| \| Рік \| 2002 р. \| 2001 р. \| \| ------------------------------------------------------------- \| ------------------------------------------------------------- \| ------------------------------------------------------------- \| \| Гуртова торгівля \| 21,7% \| 20,4% \| \| Готелі та готельний бізнес \| 25,4% \| 25,6% \| \| Транспорт та зв'язок \| 23,8% \| 26,2% \| \| Посередницькі фінансові послуги \| 5% \| 5,8% \| \| Послуги підприємствам \| 6,2% \| 4,9% \| \| Послуги фізичним особам \| 13,6% \| 13,4% \| \| Нерухомість та ін. \| 4,3% \| 3,7% \| \| Усього підприємств \| 323 \| 328 \| |         |         |
| Підприємства міста, що працюють у сфері послуг, за діяльністю |         |         |
| Рік | 2002 р. | 2001 р. |
| Гуртова торгівля | 21,7%   | 20,4%   |
| Готелі та готельний бізнес | 25,4%   | 25,6%   |
| Транспорт та зв'язок | 23,8%   | 26,2%   |
| Посередницькі фінансові послуги | 5%      | 5,8%    |
| Послуги підприємствам | 6,2%    | 4,9%    |
| Послуги фізичним особам | 13,6%   | 13,4%   |
| Нерухомість та ін. | 4,3%    | 3,7%    |
| Усього підприємств | 323     | 328     |

## Житловий фонд
У 2001 р. 4% усіх родин (домогосподарств) мали житло метражем до 59 м², 24,7% - від 60 до 89 м², 50,6% - від 90 до 119 м² і
20,6% - понад 120 м².

З усіх будівель у 2001 р. 33,7% було одноповерховими, 54,1% - двоповерховими, 9
% - триповерховими, 2% - чотириповерховими, 0,8% - п'ятиповерховими, 0,3% - шестиповерховими,
0% - семиповерховими, 0,2% - з вісьмома та більше поверхами.

## Автопарк
| \| Автомобілі, зареєстровані у місті, за призначенням \| Автомобілі, зареєстровані у місті, за призначенням \| Автомобілі, зареєстровані у місті, за призначенням \| \| Рік \| 2006 р. \| 2005 р. \| \| -------------------------------------------------- \| -------------------------------------------------- \| -------------------------------------------------- \| \| Приватні автомобілі \| 63,1% \| 63,5% \| \| Мотоцикли \| 8,7% \| 8,5% \| \| Вантажівки \| 20,7% \| 21% \| \| Трактори \| 3,9% \| 3% \| \| Автобуси та ін. \| 3,7% \| 4% \| \| Усього автомобілів \| 2.802 шт. \| 2.683 шт. \| |           |           |
| Автомобілі, зареєстровані у місті, за призначенням |           |           |
| Рік | 2006 р.   | 2005 р.   |
| Приватні автомобілі | 63,1%     | 63,5%     |
| Мотоцикли | 8,7%      | 8,5%      |
| Вантажівки | 20,7%     | 21%       |
| Трактори | 3,9%      | 3%        |
| Автобуси та ін. | 3,7%      | 4%        |
| Усього автомобілів | 2.802 шт. | 2.683 шт. |

## Вживання каталанської мови
У 2001 р. каталанську мову у місті розуміли 92,2% усього населення (у 1996 р. - 96,1%), вміли говорити нею 73,4% (у 1996 р. - 
76,6%), вміли читати 73% (у 1996 р. - 71,4%), вміли писати 49,7
% (у 1996 р. - 41,7%). Не розуміли каталанської мови 7,8%.

## Політичні уподобання
У виборах до Парламенту Каталонії у 2006 р. взяло участь 998 осіб (у 2003 р. - 1.175 осіб). Голоси за політичні сили розподілилися таким чином:
| \| Вибори до Парламенту Каталонії \| Вибори до Парламенту Каталонії \| Вибори до Парламенту Каталонії \| \| Рік \| 2006 р. \| 2003 р. \| \| -------------------------------------- \| ------------------------------ \| ------------------------------ \| \| Конвергенція та Єднання (CiU) \| 32,5% \| 34,6% \| \| Соціалістична партія Каталонії (PSC) \| 26,1% \| 26,6% \| \| Народна партія (PP) \| 11,1% \| 13% \| \| Ініціатива за зелену Каталонію (IC) \| 6,7% \| 4,3% \| \| Республіканська лівиця Каталонії (ERC) \| 19,8% \| 19% \| \| Громадянська партія (C's) \| 1,6% \| 0% \| \| Інші \| 2,2% \| 2,5% \| |         |         |
| Вибори до Парламенту Каталонії |         |         |
| Рік | 2006 р. | 2003 р. |
| Конвергенція та Єднання (CiU) | 32,5%   | 34,6%   |
| Соціалістична партія Каталонії (PSC) | 26,1%   | 26,6%   |
| Народна партія (PP) | 11,1%   | 13%     |
| Ініціатива за зелену Каталонію (IC) | 6,7%    | 4,3%    |
| Республіканська лівиця Каталонії (ERC) | 19,8%   | 19%     |
| Громадянська партія (C's) | 1,6%    | 0%      |
| Інші | 2,2%    | 2,5%    |

У муніципальних виборах у 2007 р. взяло участь 1.179 осіб (у 2003 р. - 1.280 осіб). Голоси за політичні сили розподілилися таким чином:
| \| Муніципальні вибори \| Муніципальні вибори \| Муніципальні вибори \| \| Рік \| 2007 р. \| 2003 р. \| \| -------------------------------------- \| ------------------- \| ------------------- \| \| Конвергенція та Єднання (CiU) \| 43,5% \| 55,2% \| \| Соціалістична партія Каталонії (PSC) \| 12,2% \| 21,9% \| \| Народна партія (PP) \| 11% \| 0% \| \| Ініціатива за зелену Каталонію (IC) \| 0% \| 0% \| \| Республіканська лівиця Каталонії (ERC) \| 33,2% \| 23% \| \| Громадянська партія (C's) \| 0% \| 0% \| \| Інші \| 0% \| 0% \| |         |         |
| Муніципальні вибори |         |         |
| Рік | 2007 р. | 2003 р. |
| Конвергенція та Єднання (CiU) | 43,5%   | 55,2%   |
| Соціалістична партія Каталонії (PSC) | 12,2%   | 21,9%   |
| Народна партія (PP) | 11%     | 0%      |
| Ініціатива за зелену Каталонію (IC) | 0%      | 0%      |
| Республіканська лівиця Каталонії (ERC) | 33,2%   | 23%     |
| Громадянська партія (C's) | 0%      | 0%      |
| Інші | 0%      | 0%      |